# Anaxyrus canorus
El sapo de Yosemite (Anaxyrus canorus) es un anfibio anuro de la familia Bufonidae. Anteriormente incluida en el género Bufo.
Endémico de Sierra Nevada en California, su distribución se centra en los parques nacionales "Sierra National Forest and Yosemite National Park" entre 1460 y 3630 m de altitud. A.canorus está en la lista de especies en peligro del departamento de caza y pesca de California, también es candidata a la lista de protección UICN.   

## Ecología
El sapo de Yosemite utiliza los arroyos de montaña y subalpinos y bosques próximos en varios periodos críticos de su ciclo biológico. Las poblaciones de esta especie has experimentado un descenso en los últimos años. Factores, como el cambio climático, pérdida de hábitat y patógenos emergentes, pueden haber contribuido a este descenso. En concreto el hongo quitridio puede ser una amenaza peligrosa y que ha contribuido de forma muy importante.

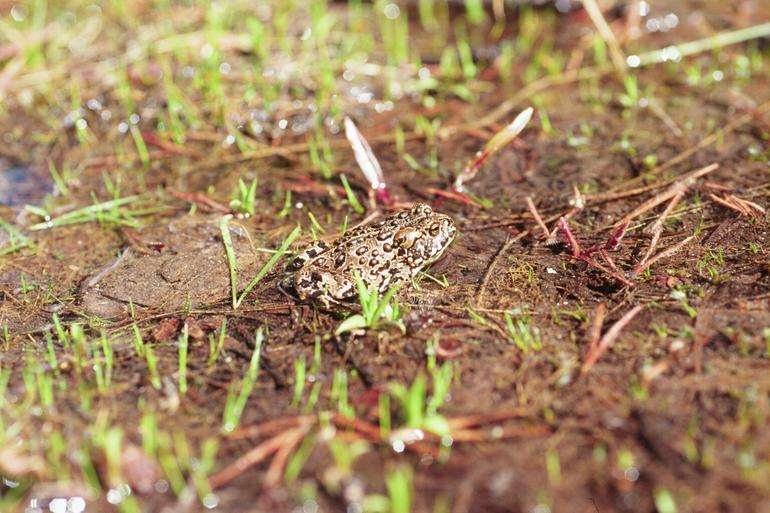
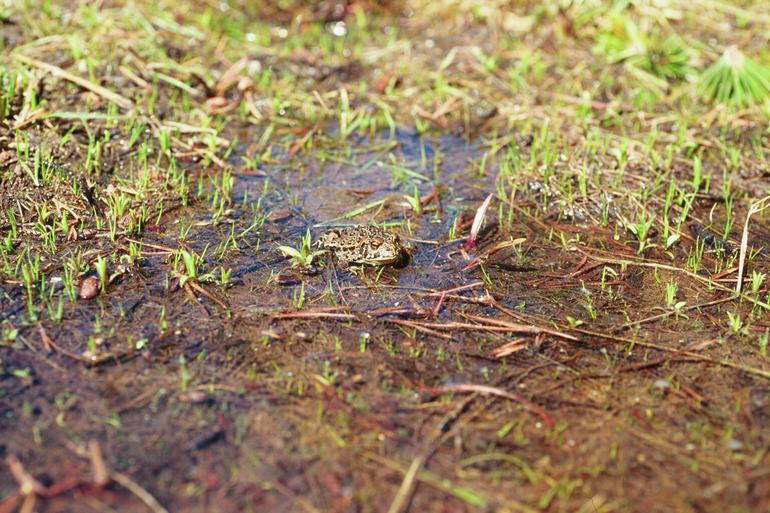
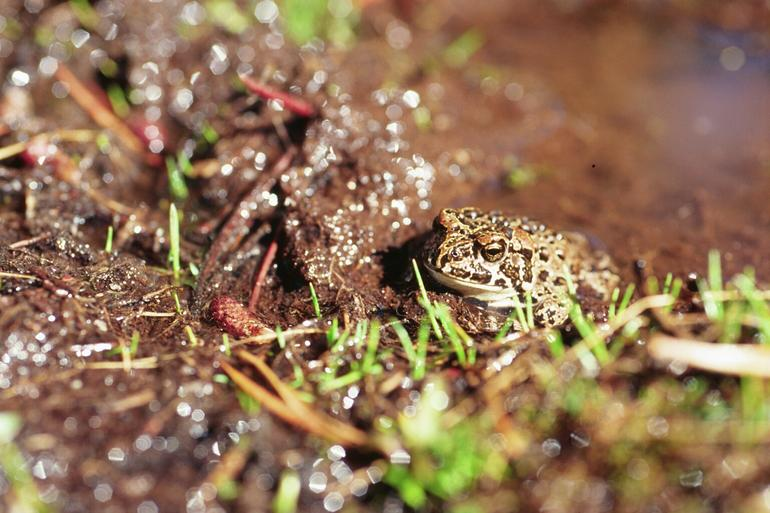
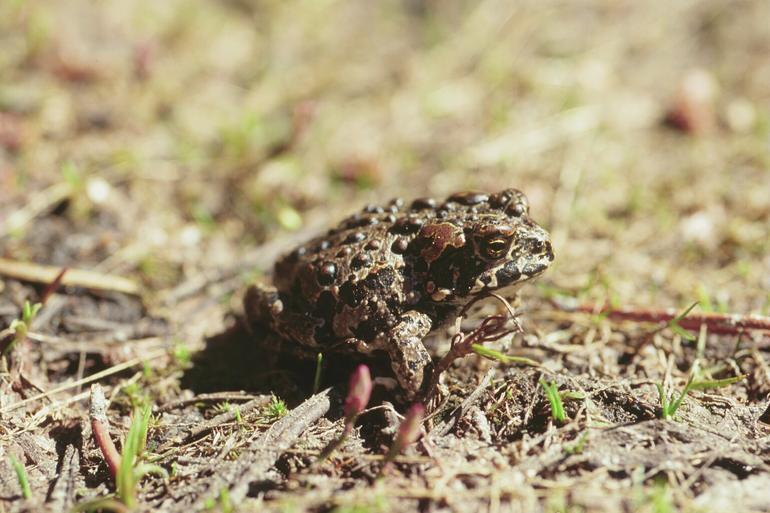
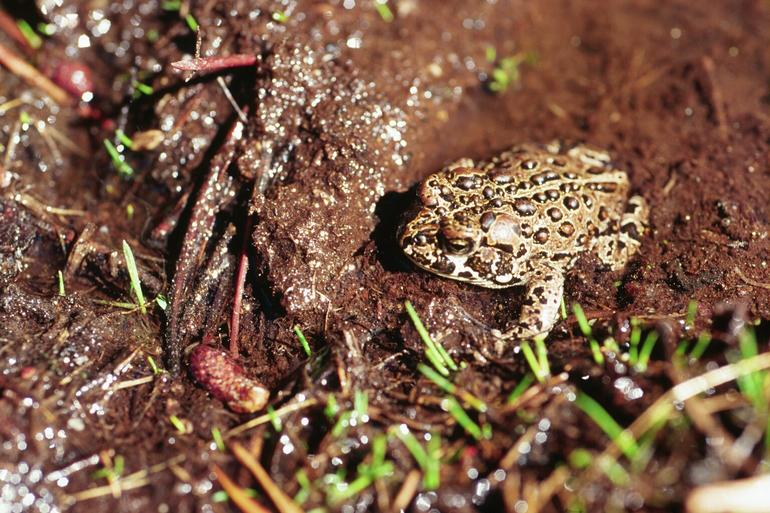
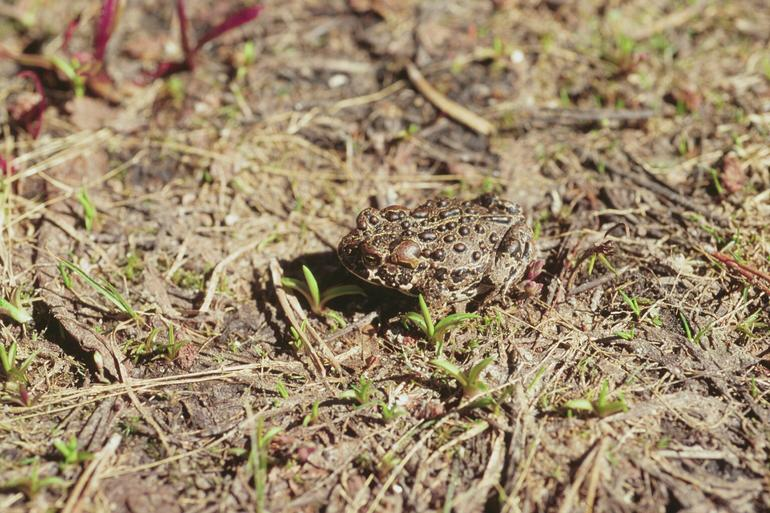

## Publicación original
- Camp, 1916 : Description of Bufo Canorus, A New Toad from the Yosemite National Park. University of California Publications in Zoology, vol. 17, n. 6, p. 59-62.